# Les Aventures fantastiques du commandant Cousteau
Pour les articles homonymes, voir Cousteau.
Les Aventures fantastiques du commandant Cousteau (en anglais Jacques Cousteau's Ocean Tales) est une série télévisée d'animation franco-canadienne en 26 épisodes de 26 minutes réalisée par Jean-Marc Kisler, librement inspirée des documentaires de Jacques-Yves Cousteau, et diffusée à partir du 22 septembre 2002 à Télé-Québec et à partir du 30 juin 2003 sur France 3.

## Synopsis
Le « commandant Cousteau » invite cinq jeunes gens à bord de la célèbre Calypso. Il part avec eux à la découverte du monde.

## Voix françaises
- Christophe Malavoy : voix-off du Commandant Cousteau
- Stefan Godin : Iannis
- Jean-Claude Donda : Morse / Basile
- Emmanuel Garijo : Vincent
- Nathalie Spitzer : Reina
- Julien Bouanich : Geronimo
- Adeline Chetail : Lisa
- Donald Reignoux : Cory
- Patrick Guillemin, Janieck Blanc, Damien Boisseau : voix additionnelles

## Fiche technique
- Titre : Les Aventures fantastiques du commandant Cousteau
- Titre original : Jacques Cousteau's Ocean Tales
- Réalisation : Jean-Marc Kisler
- Animation : Eric Nury
- Scénaristes : Yves Paccalet, Jean Pêcheux, Olivier Sicard
- Musiques : Claude Castonguay
- Conception sonore : Benoît Dame
- Origine :  France,  Canada
- Maisons de production : Dargaud Marina, France 3, Vivatoon[2]

## Épisodes
1. Le monstre des ténèbres
2. Le temple des trous bleus
3. Les amours des baleines bleues
4. L'esprit du crocodile
5. Espace vital
6. Les requins-marteaux de l'île Coco
7. Le baiser de la pieuvre géante
8. Les ondulations secrètes
9. Le mystère de la licorne de mer
10. Les rescapés du récif
11. L'apocalypse venue de la mer !
12. L'odyssée de la tortue-luth
13. La grotte des phoques-moines
14. La sirène de Miami
15. L'énigme du Yucatán
16. A la recherche de l'Atlantide
17. Le géant englouti
18. Le sanctuaire des baleines grises
19. Les trésors de l'océan
20. El niño
21. Mon dauphin, ma sœur
22. Les racines de la mer
23. Le détroit de Gibraltar
24. Les moissonneurs de la mer
25. Voir, c'est croire
26. Le périple des anguilles

## Édition DVD
Citel a produit les DVD de la série en 2004. Il y a 12 DVD contenant chacun deux épisodes et parfois un troisième en bonus :
- Les amours des baleines bleues / Le monstre des ténèbres / Voir, c'est croire
- Le temple des trous bleus / Ondulations secrètes
- Les requins-marteaux de l'île Coco / L'apocalypse venue de la mer !
- À la recherche de l'Atlantide / Le baiser de la pieuvre géante
- Le sanctuaire des baleines grises / Le géant englouti
- Les trésors de l'océan / Espace vital
- Les racines de la mer / Le périple des anguilles
- L'odyssée de la tortue-luth / Les moissonneurs de la mer
- La grotte des phoques-moines / Le détroit de Gibraltar
- L'énigme du Yucatán / El niño
- Le mystère de la licorne de mer / Mon dauphin, ma sœur
- Les rescapés du récif / L'esprit du crocodile